# La vita è
La vita è è il sesto album in studio del cantante italiano Nek, pubblicato il 2 giugno 2000 dalla Warner Music Italy.

## Descrizione
Il disco comprende brani sentimentali come Ci sei tu e Sul treno e altri di carattere sociale come Con la terra sotto di me (sulle guerre civili africane) e Meglio esserci (scritto per un amico tossicodipendente). È il quinto album in cui è presente come autore Antonello de Sanctis. Tra i musicisti suona Massimo Varini alla tastiera e alla chitarra.

## Tracce

### La vita è
Testi di Antonello de Sanctis, musiche di Filippo Neviani, eccetto dove indicato.
1. Ci sei tu – 4:22
2. Miami – 3:43 (musica: Nek, Massimo Varini)
3. La vita è – 4:19 (musica: Nek, Massimo Varini)
4. Il nostro giorno in più – 4:39 (musica: Nek, Massimo Varini, Alessandro Porro)
5. Pieno d'energia – 3:49 (musica: Nek, Massimo Varini)
6. Sul treno – 3:54
7. Sana gelosia – 3:52
8. Mi piace vivere – 3:51
9. Meglio esserci – 4:12
10. Credo – 4:20 (musica: Nek, Massimo Varini)
11. Missile speciale – 4:10 (musica: Nek, Massimo Varini)
12. Tu mi dai – 3:54 (musica: Nek, Massimo Varini)
13. Con la terra sotto di me – 3:54
14. Ci sei tu (chitarra e voce) – 3:42

### La vida es
Testi di Antonello de Sanctis, adattamento spagnolo di Raquel Díaz e Nuria Díaz, musiche di Filippo Neviani, eccetto dove indicato.
1. Llegas tú – 4:22
2. Miami – 3:43 (musica: Nek, Massimo Varini)
3. La vida es – 4:19 (musica: Nek, Massimo Varini)
4. Nuestro mejor día – 4:39 (musica: Nek, Massimo Varini, Alessandro Porro)
5. Lleno de energía – 3:49 (musica: Nek, Massimo Varini)
6. En el tren – 3:54
7. Celos – 3:52
8. Viviré – 3:51
9. Volverás a vivir – 4:12
10. Creo – 4:20 (musica: Nek, Massimo Varini)
11. Comenzar de cero – 4:10 (musica: Nek, Massimo Varini)
12. Tú me das – 3:54 (musica: Nek, Massimo Varini)
13. Lejos de mí – 3:54
14. Llegas tú (versión acústica) – 3:42

## Formazione
- Nek – voce, cori, basso, chitarra, batteria
- Gavyn Wright – violino
- Luca Tosoni – tastiera, pianoforte, sintetizzatore
- Andrea Giuffredi – tromba
- Giovanni Boscariol – organo Hammond
- Moreno Touché – percussioni
- Emiliano Fantuzzi – programmazione
- Rossano Eleuteri – basso, contrabbasso
- Walter Sacripanti – batteria
- Massimo Varini – chitarra, cori, programmazione, tastiera, clavinet

## Classifiche

### Classifiche settimanali
| Classifica (2000) | Posizione massima |
| ----------------- | ----------------- |
| Austria           | 30                |
| Germania          | 31                |
| Italia            | 8                 |
| Spagna            | 33                |
| Svizzera          | 6                 |

### Classifiche di fine anno
| Classifica (2000) | Posizione |
| ----------------- | --------- |
| Svizzera          | 59        |